# MATA-HARI
MATA-HARI（マタハリ）は、日本のバンドである。

## 来歴
2000年、布袋寅泰のツアー『HOTEI ROCK THE FUTURE 2000-2001 "fetish"』で共に音を出して意気投合。
2019年6月、渡邉貢（Bass：PERSONZ）、岸利至 (Syn. & Prog. : abingdon boys school / NUL.）と共にMATA-HARI(マタハリ)を結成。
BASS+PROGRAMMINGという特殊な形態でのアンサンブルでロック＋テクノ＋ファンク＝ハイブリッドなサウンドを目指す。

## 活動履歴
2019年6月21日、「PERSONZ
35th ANNIVERSARY SPECIAL
PERSONAL MODE ACT LOFT20190621」（新宿LOFT)のパーソナル・ライブ/渡邉貢セクションにて初ライブ。
2019年9月8日、 渋谷のLOFT HEAVENにてFirst One Man Live開催。